# John Lambton, 1. Earl of Durham
John George Lambton, 1. Earl of Durham, genannt „Radical Jack“ (* 12. April 1792 in London; † 28. Juli 1840 in Cowes), war ein britischer Staatsmann der Whig-Partei und Mitglied der britischen Delegation auf dem Wiener Kongress.

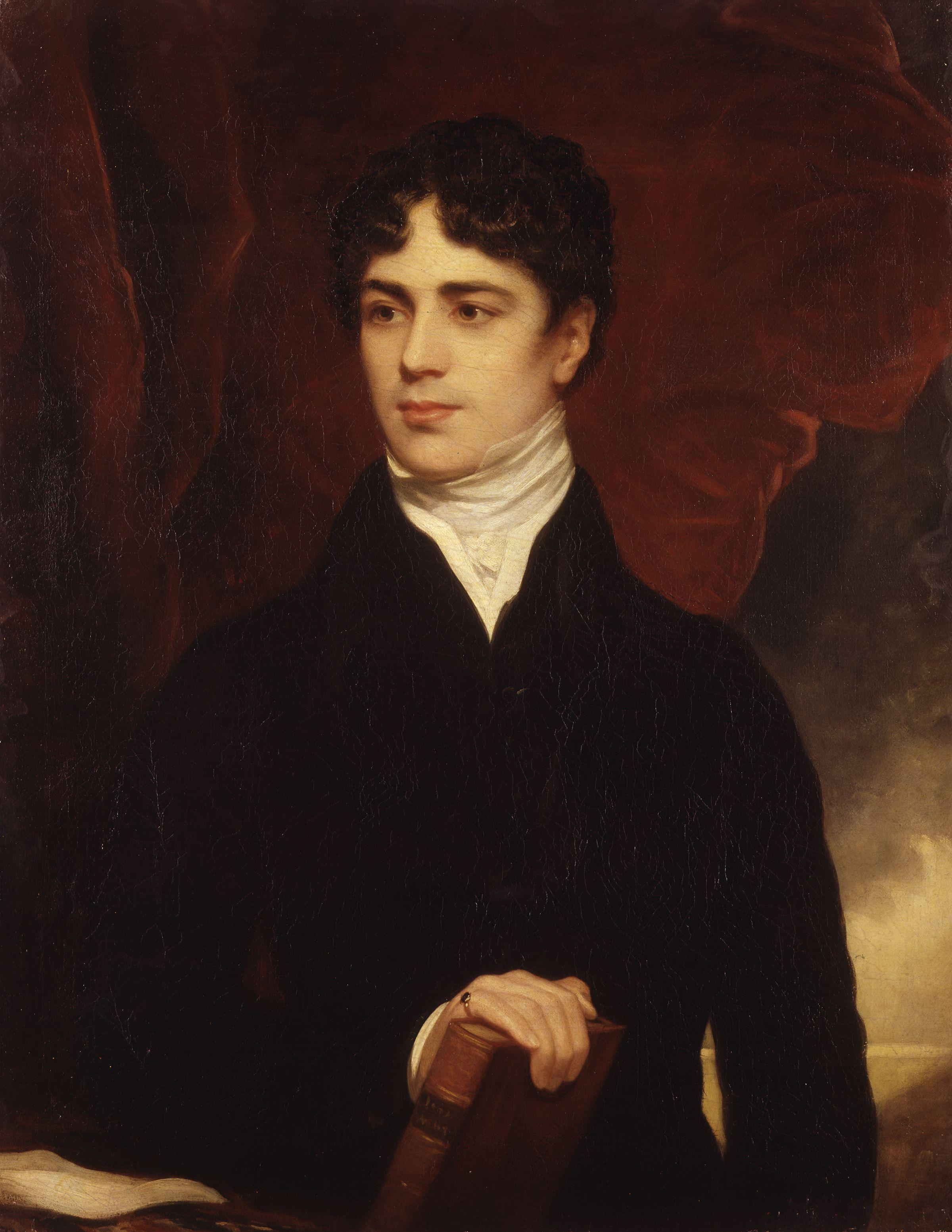
John George Lambton

## Leben
John George Lambton wurde am 12. April 1792 in London geboren und besuchte das Eton College in Eton. 1813 wurde er als Abgeordneter für das County Durham Mitglied des Unterhauses, wo er ein großer Befürworter der Reform des Wahlverfahrens der Parlamentsmitglieder wurde. Am 29. Januar 1828 wurde ihm der erbliche Titel eines Baron Durham, of the City of Durham and of Lambton Castle in the County Palatine of Durham, verliehen, wodurch er aus dem Unterhaus ausschied und einen Sitz im Oberhaus einnahm. Als Staatsrat und Lordsiegelbewahrer, die Tätigkeit führte er von 1830 bis 1833 aus, arbeitete er unter seinem Schwiegervater, Premierminister Charles Grey, 2. Earl Grey, und wurde von diesem mit anderen Parlamentsmitgliedern beauftragt, den Entwurf der Reform Act von 1832 zu bearbeiten und durchzubringen. Die Reform Acts sollten unter anderem das Wahlrecht in Großbritannien erweitern. Weil Durham sich in besonderem Maße dafür engagierte, erhielt er dafür vom König am 23. März 1833 die Titel eines Earl of Durham und Viscount Lambton. Im gleichen Jahr legte er allerdings aus Protest gegen das Vorgehen seiner Regierung in Irland sein Amt nieder. Von 1835 bis 1837 war er britischer Botschafter in Russland.
1837 wagten die französischsprachigen Canadiens den sogenannten Patrioten-Aufstand unter der Führung von Louis-Joseph Papineau. Darauf wurde Durham 1838 zum Generalgouverneur von Britisch-Nordamerika ernannt. Da das heutige Kanada damals zum Teil von englischsprachigen und zum anderen Teil von frankophonen Kanadiern besiedelt war, herrschten Spannungen zwischen den Kolonien. Bereits nach fünf Monaten legte er sein Amt wegen der scharfen Kritik aus Großbritannien an seinem Verhalten nieder. Dennoch verfasste er seinen „Report on the affairs of British North America“ (1839), bekannt als Durham Report, in dem er vorschlug, Britisch-Nordamerika zu einer Kolonie zu vereinen und unter eine autonome Regierung zu stellen. Den Canadiens sprach er die kulturelle Eigenständigkeit ab und forderte ihre Assimilation, worauf die Frankokanadier mit einem engeren gesellschaftlichen Schulterschluss reagierten. Die lokalen Regierungen sollten auf alle kleineren Provinzen verteilt werden, die Oberherrschaft blieb aber bei den Briten. Die Vereinigung Kanadas nach Durhams Plänen fand 1867 mit dem Britisch-Nordamerika-Vertrag statt, als dieser schon mehr als 20 Jahre tot war. Dieses von ihm entwickelte Konzept einer kolonialen Selbstverwaltung unter britischer Oberhoheit wurde später in leicht abgewandelter Form zur Grundlage des britischen Commonwealth. 
Nach Jürgen Osterhammel ist der Durham Report „eines der wichtigsten Dokumente der globalen Verfassungsgeschichte. Er etablierte das Prinzip des Interessenausgleichs zwischen Siedlern und der imperialen Metropole im Gehäuse wandlungsfähiger demokratischer Institutionen.“
Durham verachtete die französischsprachige Bevölkerung Nordamerikas:

„… ein Volk ohne Geschichte, ohne Literatur und ohne Bildung.“

Durham starb am 28. Juli 1840 in Cowes auf der Isle of Wight.
Die kanadische Regierung, vertreten durch den für das Historic Sites and Monuments Board of Canada zuständigen Minister, ehrte Durham am 18. Mai 1974 für sein Wirken in Nordamerika und erklärte ihn zu einer „Person von nationaler historischer Bedeutung“.